# Roberto Valturio

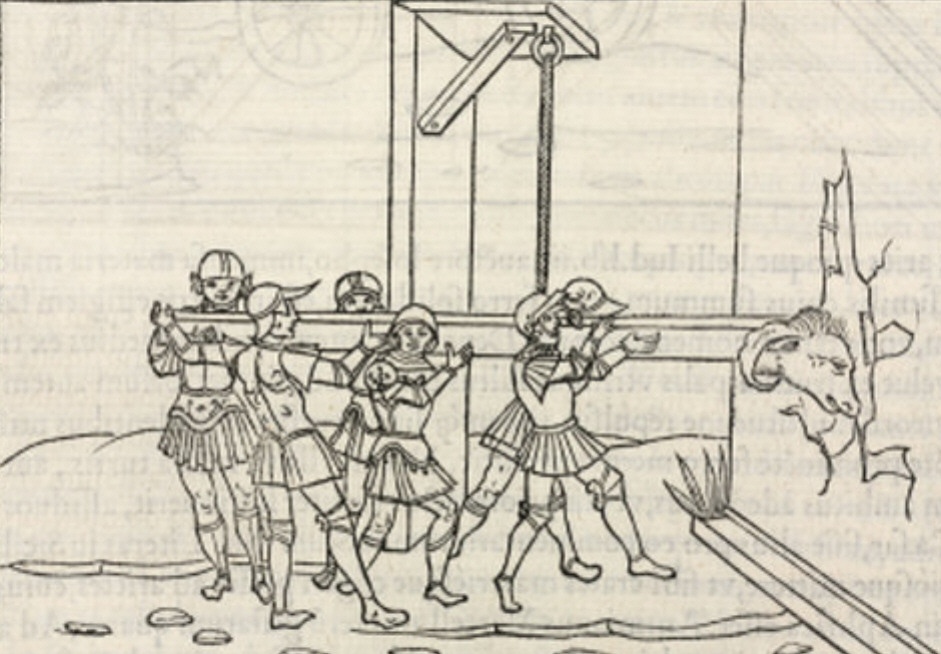
Extracte de De Re Militari, imprès el 1534 a París.

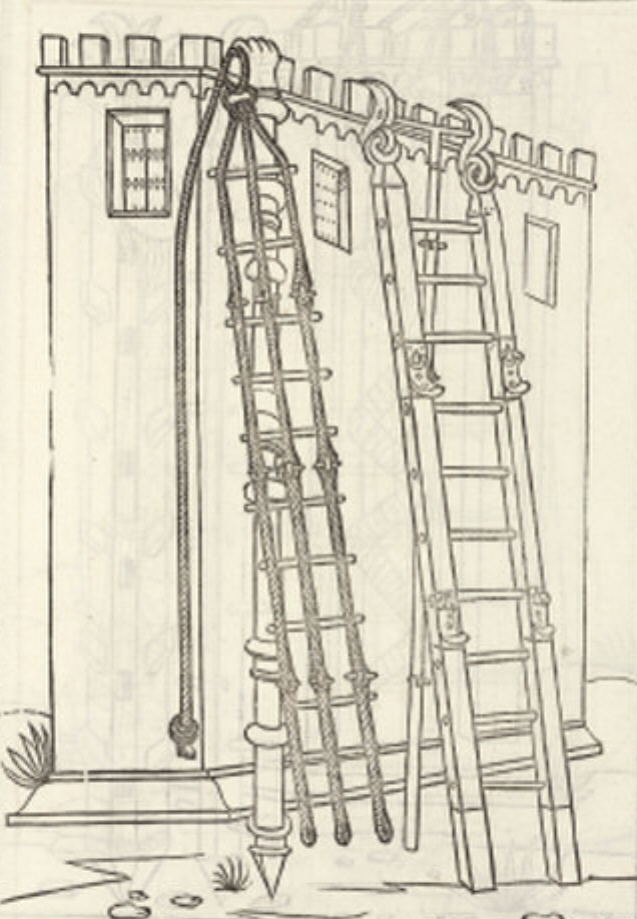
Extracte de De Re Militari

Roberto Valturio (Rímini, Emília-Romanya, 10 de febrer de 1405 – 30 d'agost de 1475) va ser un enginyer i escriptor italià. Va ser l'autor del tractat militar De Re militari (1472).